# Pensionären
Pensionären eller PROpensionären är en medlemstidning utgiven av Pensionärernas riksorganisation. Chefredaktör är Åke Persson. Tidningen utkommer med 8 nr/år, har en TS-kontrollerad upplaga på 237 800 exemplar och inriktar sig på pensionärer. Medlem i Sveriges Tidskrifter.